# بانگا (آرانجلوواتس)
بانگا (به صربی: Banja) یک منطقهٔ مسکونی در صربستان است که در آرانجلوواس واقع شده‌است. بانگا ۲٬۲۴۶ نفر جمعیت دارد.